# سیلوین ریپول
سیلوین ریپول (انگلیسی: Sylvain Ripoll؛ زادهٔ ۱۵ اوت ۱۹۷۱) بازیکن فوتبال اهل فرانسه است.
از باشگاه‌هایی که در آن بازی کرده‌است می‌توان به باشگاه فوتبال رن، باشگاه فوتبال لوریان، و باشگاه فوتبال لو مان اشاره کرد.